# Лоре, Жан-Мари
Жа́н-Мари́ Лоре́ (фр. Jean-Marie Loret; 25 марта 1918, Себонкур — 14 февраля 1985, Сен-Кантен) — французский железнодорожник. По версии историка Вернера Мазера и некоторых других — внебрачный сын Адольфа Гитлера.

## Биография
Жан-Мари Лоре родился в марте 1918 в деревне Секлен, как Жан-Мари Лобжуа. Матерью внебрачного ребёнка была Шарлотта Юдокси Алида Лобжуа. Шарлотта была дочерью местного мясника. Согласно книге регистраций рождений, отцом Лоре был неизвестный немецкий солдат, участвовавший в Первой мировой войне.
Адольф Гитлер в 1916—1917 годах как связной полка жил на гражданских квартирах в этих местах и, согласно показаниям немногочисленных свидетелей, якобы был знаком с Шарлоттой и имел с ней отношения.
В марте 1918 года в Секлене, в доме друзей, она родила внебрачного сына Жана-Мари. В 1918 году после рождения сына она уехала в Париж. В различных источниках говорится, что Шарлотта стала в Париже выступать как танцовщица.
Жан-Мари первые семь лет жил в коммуне Себонкур с его дедушкой и бабушкой.
20 мая 1922 года Шарлотта вышла замуж за литографа Клемана Феликса Лоре, который усыновил Жана-Мари и дал ему свою фамилию. Шарлотта после своего отъезда в Париж практически не общалась со своими родственниками, а с 1926 года совсем перестала общаться со своей семьёй, и её считали пропавшей.
После смерти в 1925—1926 годах бабушки и дедушки его тётя Алиса Лобжуа смогла определить племянника в семью богатого строительного магната Фризона. Благодаря этому Лоре смог закончить католическую школу-интернат.
В 1936 году Жан-Мари поступил на военную службу и дослужился до сержанта. Позже он в течение нескольких лет до 1948 года занимался бизнесом, но обанкротился.
Лоре был женат, возможно не один раз, у него было девять детей. Его жена ушла от него в 1948 году, когда она узнала чей он сын. Затем он работал во Франции на железной дороге.

## Отцовство Гитлера
Впервые о Гитлере как об отце Лоре написал Вернер Мазер в своих исследованиях. Эта версия «гитлеровского сына» была очень распространена в конце 1970-х.
История «сына Гитлера» публиковалась в различных журналах, таких как «Bunte», «Zeitgeschichte», Der Spiegel. Последний издал самую подробную историю жизни Лоре под названием «Любовь во Фландрии».
Слухи о том, что незаконный сын французской женщины и немецкого солдата был сыном Гитлера, ходили в родном городе Лоре ещё до того, как Лоре стал известен немецкому историку Вернеру Мазеру. Вернер Мазер приложил много сил, чтобы собрать свидетельства в пользу этой версии. В подтверждение своей версии он привёл ряд фактов, в том числе, после немецкого вторжения во Францию:
- содержание Шарлотты Лобжуа во французском санатории;
- длительный допрос Жан-Мари Лоре сотрудниками гестапо в гостинице «Лютеция»;
- высокие доходы Лоре, во время оккупации немцами Франции, не соответствующие его статусу;
- рисунок Гитлера, на котором изображена женщина, очень похожая на Шарлотту. Нарисована она в Ардуа, с ярким платком, покрывающим голову, глубоко расстёгнутой блузой и с частично открытой грудью.

В 12-м выпуске своей книги «Адольф Гитлер: Легенда, Миф, Действительность», самой читаемой биографии Гитлера в мире, Мазер утверждает, что Лоре «был однозначно сыном Гитлера», и что это было «признано во Франции со стороны чиновников».
В то же время при разговоре Мазера с Элис Лобжуа, тётей Лоре и сестрой Шарлотты, Элис заявила, что её сестра действительно имела любовную связь с немецким солдатом, но он не похож на Гитлера. Мазер списал это заявление на обиду тёти на племянника.
Такие историки, как Антон Иоахимсталер, Тимоти Рибак и Ян Кершоу, считают отцовство Гитлера неправдоподобным. Основные аргументы:
 — свидетельства товарищей Гитлера по Первой мировой войне о том, что он был против любых отношений между немецкими солдатами и французскими женщинами;
 — маловероятно, что солдат низкого звания, как Гитлер, мог так долго на войне поддерживать любовную связь с Шарлоттой и возить её с собой при перемещениях полка.

### Экспертизы
1. Жан-Мари Лоре подвергся биогенетическому обследованию в Институте антропологии и человеческой генетики при Гейдельбергском университете. Директор института профессор Фридрих Фогель и доктор Кристина Штеффенс пришли в ходе обследования к заключению, что отцовство Гитлера не подтверждено, но исключать его нельзя.
Такая осторожная формулировка — следствие того, что сравнению подверглись лишь 25 % признаков, которые обычно используются при экспертизах по установлению отцовства. Это связано с тем, что не имелось никаких медицинских данных о матери Лоре Шарлотте Лобжуа, а данные в отношении Гитлера были неполные.
В заключении говорится: 

Основным фактором неопределённости при принятии решения о возможном отцовстве Гитлера является большое количество признаков, которые при обычном порядке экспертизы по установлению отцовства непосредственно исследуются и сравниваются у всех участников, в данном же случае такая возможность сравнения отсутствовала, так как степень выраженности этих признаков у матери Лоре и у Адольфа Гитлера неизвестна.
2. Психолог и графолог Зигурд 21 сентября 1977 года пришёл к заключению: «Жан-Мари Лоре, по всей вероятности, является родственником первой линии Адольфа Гитлера».
В заключении говорится, что характерные совпадения у родственников первой линии (родителей, братьев и сестёр, детей) составляют от 50 до 70 %. По данным Мюллера, фактор совпадений составил 66 %.